# Adrian Chip
Adrian Chip, född 22 maj 2004 i USA, är en amerikansk varmblodig travhäst. Han tränades och kördes av Robert Bergh.
Adrian Chip sprang in 10,2 miljoner kronor på 45 starter. Bland hans främsta meriter räknas segern i Gran Premio Orsi Mangelli (2007) och andraplatserna i Hambletonian Stakes (2007), Yonkers Trot (2007), World Trotting Derby (2007).
Adrian Chip började tävla som tvååring 2006 i USA, där han gjorde totalt nio starter innan han i december 2006 importerades till Sverige och placerades i Robert Berghs träning. Adrian Chip debuterade i Berghs regi den 3 maj 2007 och var obesegrad i de två första starterna för sin nya tränare och kusk.
Adrian Chip gjorde karriärens sista start den 29 augusti 2009 i Sundsvall Open Trot på Bergsåker travbana, där han slutade på tredjeplats bakom Commander Crowe.